# توشیاکی تسوکی‌اوکا
توشیاکی تسوکی‌اوکا (ژاپنی: 月岡 利明؛ زادهٔ ۱۴ نوامبر ۱۹۷۱) یک بازیکن فوتبال اهل ژاپن است.
از باشگاه‌هایی که در آن بازی کرده‌است می‌توان به باشگاه فوتبال سانفریس هیروشیما اشاره کرد.